# 呂宜文

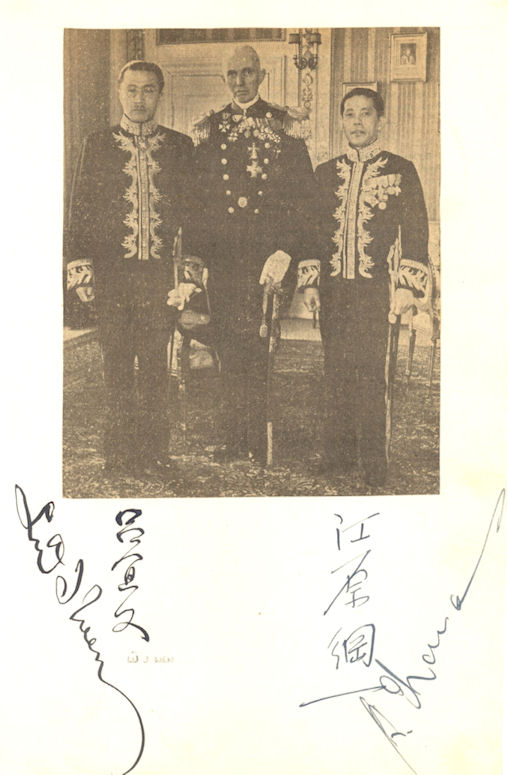
吕宜文（左）、江原纲一（右）等人合影

吕宜文（德語：Lü I Wen，1897年—1950年10月），又名仪文，奉天省金州人，满洲国政治人物、外交官。曾和其書記官王替夫在納粹大屠殺時，拯救了大量的猶太人，他與王替夫被稱為「满洲的辛德勒」。

## 生平

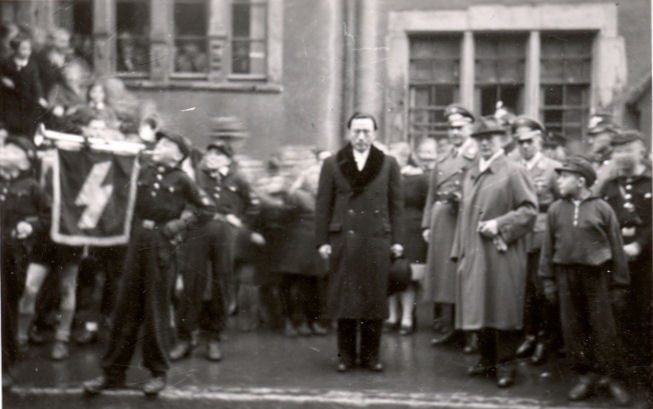
抵達德國後向阿道夫·希特勒遞交國書的呂宜文

呂宜文畢業于日本東京早稻田大學工學部（一說明治大學）。曾任旅顺《顺律报》总编，做過《泰東日報》記者，筆名『虯髯』。满洲国成立后，任满洲国外交部事务官、文书科长。他不但精通日語，對漢文也有素養，特別是好賣弄技巧，博得日滿當局好感，1935年升任满洲国国务总理秘书官。1937年7月任满洲国通化省省长。1938年，德国承认满洲国，吕宜文被任命为满洲国驻德国兼匈牙利公使，和书记官王替夫等人赴德国就任。任内，1939年5月，他在德国外交部的要求下，开始命王替夫为犹太人签发簽证。1939年9月，他得到德国外交部的暗示，要求其不要继续签发簽证，但他继续默许王替夫发放簽证，直到1940年5月停止办理。他们先后共向犹太人发放了1.2万个簽证，挽救了这些人的生命。
1945年满洲国崩溃后，1946年5月11日，原满洲国驻德国公使吕宜文被昆明云南省高等法院判处死刑。但呂宜文未被執行死刑，反而被赦免。呂宜文被釋放不久便到安南參與反共武裝，並求助於軍統。1949年末呂宜文受到了毛人鳳的接見，擬了一篇 《發動雲南地方武裝力量, 加強雲南地方反共實力計劃書》。毛人鳳看了非常高興，任命呂宜文為新平特務組組長，組織“雲南人民反共義勇軍”（雲南反共自衛義勇軍），并担任副總指揮。呂宜文作為軍統特派員到滇中動員地主武裝抗共，事敗後潛伏於鄉間民家。
1950年10月，共軍十三軍39師115團3營攻打雲南思茅時，呂宜文持槍拒捕，被擊斃。
吕宜文在德国公使馆工作期间，与领馆管家奥地利人安娜相爱，并于1941年、1943年生了两个男孩。1943年，为躲避战争，安娜带着两个孩子离开了德国，回到了奥地利老家林茨。从此与外交官吕宜文杳无音信。1985年，安娜病逝于奥地利。1993年，安娜的二儿子﹑奥地利著名歌唱家贝恩哈德·布鲁克博克(Bernhard Bruckboeg)，携夫人来到北京，寻找其父亲吕宜文的遗迹。经过千方百计，终于在大连寻找到了吕宜文在大连的家庭。在大连，吕宜文还有三个子女。
他的后人，主要有两支，一支在中国大连，另一支在德国。

## 外部連結
- 歷史與空間：中國的「舒特拉」Archive.today的存檔，存档日期2014-12-19，香港文匯報，2005年11月23日